# Movimas
Los movimas son un pueblo indígena originario de la Amazonia de Bolivia, asentado principalmente en la provincia de Yacuma en el departamento del Beni.

## Población
Los movimas viven en los municipios de Santa Ana del Yacuma, Exaltación de la provincia de Yacuma, San Joaquín de la provincia de Mamoré, San Ignacio de Moxos de la provincia de Moxos, y San Borja y Reyes de la provincia del General José Ballivián, en asentamientos situados a lo largo del río Yacuma, en el curso inferior del río Rapulo y en los ríos Matos, Apere y Aperecito. Cuentan con unas 270 comunidades, entre las cuales: Santa Ana del Yacuma, Carnavales, Miraflores, San Lorenzo, Carmen de Iruyañez, 20 de Enero, Buen Día, 18 de Noviembre, Bella Flor, Ipimo y Navidad.
Los movimas eran unas 1400 personas según los datos del Censo Indígena Rural de Tierras Bajas de 1994. Según el censo Conniob (Confederación Nacional de Nacionalidades Indígenas y Originarias de Bolivia (2004), eran 7100. La población que se autorreconoció como movima en el censo boliviano de 2001 fue de 6008 personas. Este número aumentó a 18 879 en el censo de 2012.

## Idioma
El idioma movima se considera una lengua aislada. Hasta ahora no se ha mostrado ningún parentesco convincente con ninguna otra lengua de la región, a pesar de algunas similitudes léxicas con el itonama.
Como señala Katharina Haude (2012), a pesar de contar con cientos de hablantes, el movima es considerado una lengua en peligro de extinción. Según el estudio de PROEIB Andes (2001), la etnia movima contaba con 6516 miembros, de los cuales el 76,4 % eran monolingües en castellano, y sólo un 0,5 % eran monolingües en movima; más aún, gran parte de los hablantes monolingües son ya adultos o ancianos, mientras que casi todos los niños son monolingües en castellano. Actualmente existen una serie de iniciativas para promover el mantenimiento del idioma, como, por ejemplo, la implementación de cursos en movima en diversas instituciones.
Desde la promulgación del decreto supremo n.º 25894 el 11 de septiembre de 2000 el idioma movima es una de las lenguas indígenas oficiales de Bolivia, lo que fue incluido en la Constitución Política al ser promulgada el 7 de febrero de 2009.

## Historia
El sacerdote Gregorio de Bolívar fue el primer europeo que contactó con los movimas en 1621, mencionando que vivían desde la margen izquierda del río Mamoré por todo el río Yacuma y los ríos Rápulo, Apere, Maniquí y Matos. En 1700 el padre Altamirano hizo contacto con ellos mencionando que eran unos 20 000 en 80 poblaciones pequeñas. 
La Compañía de Jesús estableció la misión de Moxos y envió al padre Baltasar Espinoza a fundar reducciones entre los movimas. Espinoza fundó la misión de San Lorenzo en 1708, pero fue asesinado por los movimas el 26 de junio de 1709, la misión fue abandonada. Luego fundaron las misiones de San Luis, San Pablo, Santa Ana, San Borja y Reyes.
En el marco de la ley n.º 1715 a los movimas se le reconoció su tierra comunitaria de origen (TCO). La TCO Movima I se encuentra en el municipio de Santa Ana y recibió su título ejecutorial en 1996 con 5517 hectáreas en las comunidades de Montes de Oro, San Joaquín del Maniquí y Cachuelita, contando con 80 familias y 300 habitantes. La TCO Movima II, con una extensión de 70 000 km², fue solicitada porque el 80 % del pueblo quedó fuera de la TCO Movima I.

## Economía
Tradicionalmente los movimas antes del contacto con los españoles en el siglo XVII eran agricultores semisedentarios que utilizaban el sistema de terrazas, pero debido a las frecuentes inundaciones se complementaban con la caza, la pesca y la recolección de frutos. 
Su actividad económica principal actual es la agricultura: arroz, maíz, cítricos, yuca, plátano, zapallo, camote y fríjol.